# Инконгруэнтное плавление
Инконгруэ́нтное плавле́ние — плавление с разложением, при котором твёрдая   фаза преобразуется в расплав и твёрдую фазу другого состава, например, в бинарной системе D(твёрдая фаза) → L (расплав) + А(твёрдая фаза). Инконгруэнтная точка, инконгруэнтная реакция – соответственно точка (в координатах Т–р–х) и реакция, отвечающие инконгруэнтному плавлению.

## Внешние ссылки
- Статья «Инконгруэнтное плавление» на wiki.web.ru
- Лекции по физической химии, см. рисунок - слайд 26